# Alexis Lebrun
Alexis Lebrun (Montpellier, 27 de agosto de 2003) é um mesa-tenista francês.

## Carreira
Lebrun descobriu o tênis de mesa quando tinha três anos. Seu pai, Stephane Lebrun, foi o sétimo tenista de mesa da França e campeão de duplas da França. Seu tio Christophe Legout é ex-membro da seleção francesa, e o irmão mais novo de Alexis, Félix Lebrun, também é jogador de tênis de mesa.
Lebrun tornou-se o campeão nacional júnior da França no tênis de mesa de simples em 2020 e repetiu seu sucesso em 2021. Em 2022, ele derrotou Simon Gauzy para se tornar o campeão nacional da França em simples. Ele também ganhou o campeonato de duplas mistas com Camille Lutz. Em abril de 2023, venceu em 5 sets o então tenista número 1 do mundo, Fan Zhendong, nos quartos-de-final do torneio de Macau. Em fevereiro de 2024, como parte da seleção masculina francesa, Alexis participou do Campeonato Mundial de Tênis de Mesa por Equipes de 2024 em Busan, Coreia do Sul (com Félix Lebrun, Simon Gauzy, Jules Rolland e Lilian Bardet) e conquistou a medalha de prata.
Nos Jogos Olímpicos de Verão de 2024, em Paris, conquistou a medalha de bronze na disputa de equipes masculinas, ao lado de Simon Gauzy e do irmão Félix.